# زنگ تفریح (فیلم ۲۰۲۱)
زنگ تفریح (به انگلیسی: The Recess) فیلم کوتاهی به کارگردانی نوید نیکخواه آزاد است که به ماجرای مرگ سحر خدایاری معروف به دختر آبی می‌پردازد. این فیلم محصول مشترک ایران و اسپانیا است و تنها فیلم داستانی است که براساس این واقعه ساخته شده است.

## خلاصه داستان
سحر، دختر دبیرستانی ۱۷ ساله، تصمیم می گیرد با کمک دوستانش در طول زنگ تفریح از مدرسه فرار کند و برای تماشای مسابقه فوتبال میان دو تیم استقلال تهران-العین امارات در چهارچوب لیگ قهرمانان آسیا به ورزشگاه آزادی برود.

## پذیرش در جشنواره‌های جهانی
زنگ تفریح که یکی از موفق‌ترین فیلم‌های کوتاه در سینمای ایران نام گرفته، در بیش از ۱۶۰ جشنواره بین‌المللی از جمله جشنواره‌های مورد تأیید آکادمی اسکار، فیاپف و جوایز گویا به نمایش درآمده و ۳۱ جایزه کسب کرده‌است. این فیلم با دریافت جایزه بهترین فیلم در بخش «ورزش و جامعه» جشنواره «کوت دازور» فرانسه (مورد تأیید فدراسیون جهانی فیلم و تلویزیون ورزشی (FICTS)) به مسابقات «چالش جهانی» (به انگلیسی: World FICTS Challenge) که به جام جهانی سینما، تلویزیون، و فرهنگ ورزشی معروف است، معرفی شد.

## جوایز
- بهترین فیلم کوتاه داستانی، جشنواره فیلم آکسفورد، ۲۰۲۱[۱۰]
- بهترین فیلم داستانی، جشنواره فیلم جانز هاپکینز، ۲۰۲۱[۱۱][۱۲]
- بهترین فیلم کوتاه داستانی، جشنواره فیلم فروزن سانفرانسیسکو، ۲۰۲۱[۱۳]
- جایزه برجسته، جوایز فیلم «ایندی فست»، ۲۰۲۱[۱۴]
- بهترین فیلم بین‌المللی، جشنواره فیلم کوتاه پروجنی (به انگلیسی: Progeny Short Film Festival)، ۲۰۲۱[۱۵]
- جایزه بنیاد شارلوت برای بهترین فیلم کوتاه بین‌المللی، جشنواره بین‌المللی حقوق بشر دوس‌کبراداس «در پوست دیگری زندگی کنیم»، ۲۰۲۱[۱۶]
- بهترین فیلم، جشنواره فیلم جرزی شور، ۲۰۲۱[۱۷]
- بهترین فیلم داستانی، جشنواره بین‌المللی فیلم کوتاه و عکاسی اندونزی (International Photography and Short Movie Festival - IPSMF), 2021[۱۸]
- تقدیر ویژه هیئت داوران، جشنواره سارنو، ۲۰۲۱[۱۹]
- جایزه ادوارد اسنودن، جشنواره نشانه‌های شب، ۲۰۲۱[۲۰]
- بهترین تهیه‌کننده، جشنواره دیجیتال گریفیکس، ۲۰۲۲
- تقدیر ویژه هیئت داوران، جشنواره فیلم‌های کوتاه دربارهٔ برابری, 2022[۲۱]
- بهترین فیلم کوتاه، جشنواره دانشجویی سانتا ماریا دی یوروپا، ۲۰۲۲[۲۲]
- بهترین فیلم کوتاه در بخش ورزش و جامعه، جشنواره فیلم‌های ورزشی «کوت دازور» فدراسیون جهانی فیکتس (Beausoleil Côte d’Azur International FICTS Festival du Cinéma Sportif), 2022[۲۳]
- تقدیر ویژه هیئت داوران، جشنواره «دیجیتال گیت»، ۲۰۲۲
- بهترین فیلمنامه، جشنواره فیلم جهان اجتماعی، ۲۰۲۲
- جایزه «L’OTTAVA ISOLA»، جشنواره میلاتزو، ۲۰۲۲
- بهترین فیلم کوتاه، جشنواره ایسلانتیلا سینه فروم، ۲۰۲۲[۲۴]
- جایزه بزرگ جشنواره فیلم کوتاه فارو - «فارکوم»، ۲۰۲۲[۲۵]
- تقدیر ویژه هیئت داوران، پلتفورم فیلم شارجه، ۲۰۲۲[۲۶]
- جایزه اول جشنواره فیلم کوتاه و سینمای آلترناتیو بنالمادنا, 2022[۲۷]
- جایزه فیلم بشردوستانه، جشنواره فیلم کالرتیپ (Colortape International Film Festival)، ۲۰۲۲
- جایزه اول برای بهترین فیلم کوتاه، جشنواره فیلم‌های ورزشی, 2022[۲۸]
- تقدیر ویژه هیئت داوران، جشنواره تأثیر جهان دانشجو (Student World Impact Film Festival)، ۲۰۲۲
- بهترین فیلم بین‌المللی، جشنواره فیلم‌های ورزشی ماترا، ۲۰۲۲[۲۹]
- تقدیر ویژه هیئت داوران، جشنواره فیلم کوتاه کورتو گلوبو، ۲۰۲۲